# 最终幻想XII 归来之翼
《最终幻想XII 归来之翼》是Think & Feel與史克威爾艾尼克斯开发，史克威尔艾尼克斯在任天堂DS发行的即时策略角色扮演游戏，为2006年PlayStation 2平台作品《最终幻想XII》的后传。游戏设定于《最终幻想XII》的結局一年之后，以前作主人公梵為主角，描述其前往伊瓦莉斯上空「浮游大陸」的冒險故事。《归来之翼》是最早公开的伊瓦莉斯联盟游戏，于2007年在日本和北美发行，2008年在欧洲发行。游戏在日本和西方都获得总体积极的评价。

## 玩法
玩家通过序章后，获得了自己的飞空艇，默认名称为“贝鲁吉”（Galbana）。玩家将飞空艇作为基地，检查当前的任务、在合成店定制装备，或驾驶飞船前往浮空世界雷姆雷斯的四座岛屿。玩家可以自定飞空艇的内部。

### 战斗系统
《归来之翼》是一款即时策略游戏，并采用联想起了《最终幻想战略版》和《战略版Advance》的回合制要素。游戏支持任天堂DS触控笔全操作。玩家开始任务，或选择特定区域肉搏战时，战斗就会开始。角色会在距敌人一定范围时自动攻击。玩家用触控笔点击角色后，可对其下达菜单指令。命令有更换目标角色、设定策略、发动不同能力等。
角色分为近战、远程和飞行三类。近战角色擅长近身作战、远程角色能在远方攻击、飞行角色移动不受部分地形限制。不同类型间互相制约：近战克远程、远程克飞行/飞行克近战。

### 召唤
《归来之翼》延用了《最终幻想XII》的召唤魔法，同时召唤扮演重要作用；总监鸟山求称，归来之翼的幻兽时最终幻想史上最多的。召唤能力通过契约环习得——契约环设有许多槽位，玩家消费晶石，和槽位对应的幻兽签订契约后，方能将之召唤。玩家可获得51种召唤兽，战斗中玩家可同时召唤多只幻兽，具体数量由队伍能力而定。
玩家在战斗中，可通过战场的召唤门，召唤幻兽协助战斗。玩家角色的亲和力决定召唤不同幻兽的能力。此外战斗开始时，玩家会自动为每名角色召唤两只幻兽。和史克威尔早期游戏《圣龙传说》的系统类似，幻兽需要由一名角色率领。召唤兽分为I至III级，玩家可以召唤多只I和II级幻兽，III级幻兽只能同时召唤一只。玩家在战斗开始前，需选择战斗中召唤的幻兽种类；幻兽种类至多可选五种，其中III级幻兽只能选一种、II级和I级只能选两种。召唤兽有元素之别，元素包括火、水、地、电、治愈和无属性六种。

### 合成
玩家在游戏中，可通过配方和原材料合成物品。玩家可在战斗中，让领队角色获取原材料。合成武器和防具的能力值取决于原料的等级。

## 情节
《归来之翼》设定于《最终幻想XII》一年之后——在巴尔弗雷亚和芙兰“偷走”斯特拉尔号后，梵、潘妮罗获得了自己的飞空艇。四人决定重访贝鲁贝尼亚，一同深入探索古雷巴多斯的密藏。
一行深入古迹，发现宝藏是两个奇怪的水晶。在拿走水晶后，古迹开始坍塌。梵和潘妮罗只得放弃自己的飞艇，搭乘巴尔弗雷亚的飞空艇逃生。巴尔弗雷亚将二人送回家乡拉巴纳斯塔。梵、潘妮罗、凯茨与菲罗目击了奇怪的大物飞过头顶，他们发现这是一架飞船后。梵一行潜入飞船，击败邦加族赏金猎人邦加莫南后，决定给飞空艇命名（默认“贝鲁吉”）。一行意外的飞到浮游大陆雷姆雷斯，并在此救出了翼人族琉特。琉特称，寻宝的空贼将这里的和平打破，同时雷姆雷斯拥有能召唤幻兽的水晶“聖石”。梵决定帮助琉特惩治空贼，在调查中，一行得知空贼都是由神秘的翼之裁判所征募，翼之裁判正在三块“聖晶石”——隔绝外界，从而保护雷姆雷斯的巨大聖石。
梵再找到第一块聖晶石时，翼之裁判将之毁灭，并给一行观看巴尔弗雷亚挑战裁判但失败的幻象。一行再次找到翼之裁判时，裁判召唤出毁灭力巨大的幻兽巴哈姆特，因为飞空艇损坏，一行困于岛上。此后一名叫维利斯的男子出现，他来自纳鲁比亚，在寻找爱人米迪娅时迷路。一段情节后，翼之裁判出现并控制了他。众人发现维利斯已经死亡（化为召唤兽奥丁），而翼之裁判正是米迪娅。在米迪娅逃跑，飞空艇修好后。梵找到了巴尔弗雷亚的斯特拉尔号。
一行遇到芙兰，她称巴尔弗雷亚进入了山中。一行在山中看到巴尔弗雷亚和翼之裁判米迪娅对决，一行打败裁判后，她来不及毁灭聖晶石便逃跑。然而巴尔弗雷亚摧毁了，梵一行被送入幻界。一行在幻界明白，统治神费鲁萨诺斯剥夺了翼人的灵魂，并封印于聖晶石中，因而翼人没有感情。维利斯解释了一切：米迪娅是被剥夺内心的躯体，费鲁萨诺斯用她完成收夺灵魂的任务，将聖晶石摧毁就能解放翼人的灵魂。
一行从幻界醒来后，和刚发现这个事实的巴尔弗雷亚相遇，巴尔弗雷亚和芙兰加入队伍。曾经一同冒险的女王艾雪和巴修，乘坐飞空艇前来并加入了队伍；皇帝拉萨也支持了行动。一行了解到米迪娅是属于一支稀有维拉族，该种族被流放到环境恶劣的地方。一行和米迪亚战斗，她在临死前请求梵等人击败费鲁萨诺斯，并用自己的灵魂引导一行，来到雷姆雷斯上方的费鲁萨诺斯宫殿。
在费鲁萨诺斯宫殿，一行击败了转生的翼人灵魂、转生的米迪娅灵魂，并发现最后的聖晶石是费鲁萨诺斯自己。在消灭聖晶石形态的费鲁萨诺斯后，梵和费鲁萨诺斯一对一决斗。梵起初处于劣势，但之后所有的伙伴都前来支援。琉特给费鲁萨诺斯最后一击，解放了所有剩余的灵魂，费鲁萨诺斯的宫殿坍塌。之后游戏结束，结尾字幕中显示了伙伴告别的画面。

## 开发
《最终幻想XII 归来之翼》于2007年4月26日在日本发售，同年11月20日在北美发售，翌年2月15日在欧洲发售。
游戏由鸟山求监督、编剧，鸟山还是《最终幻想X-2》和《最终幻想XIII》的总监。鸟山称，游戏面向无最终幻想游戏经历的任天堂DS玩家，会除去“过分复杂的战斗要素，让（玩家）用最少的操作击败敌人”。因北美玩家“更熟悉”即时战略游戏，《归来之翼》在北美本地化时，朝困难方向重新调整平衡。
游戏采用3D背景与精灵图形，角色由《最终幻想战略版》的伊藤龙马设计。横山荣介借鉴魔兽争霸和帝国时代，希望“浓缩这些游戏的真正‘乐趣’”，将之融入最终幻想。伊藤在吉田明彦《最终幻想XII》的角色设计上，部分加入了自己的设计。伊藤从吉田处获得“商业秘密”；伊藤在修改《最终幻想战略版》莫古利时，从制作人松野泰己（也是《最终幻想XII》的创作者）的肯定中获得信心。
《归来之翼》由崎元仁和福井健一郎配乐，崎元是《最终幻想XII》的作曲人，福井为英语版《Kiss Me Good-Bye》编曲。崎元表示，虽然任天堂DS机能比PlayStation 2有限，但实际上并不明显。《归来之翼》的音乐和《最终幻想XII》不同，前者完全动态并和情景相关。乐曲分不同的部，音乐主题从平静的瞬间到狂暴的战吼，会随玩家相应行动触发并循环，直到玩家切换场景。

## 评价
《归来之翼》到2008年8月8日时全球售出104万，其中日本54万、北美22万、欧洲28万。游戏发售周登上日本周畅销主机游戏首位，次周位列第二。
日本版获《Fami通》32/40的评价。《电击DS & Wii风格》称赞游戏的任务式情节，战斗“简单并有更多的参与”。游戏支持大量角色同时参战，带给玩家“亲临作战”之感，游戏难度几可吸引“不常玩角色扮演游戏”的感觉。游戏触控笔划选战区不畅招致批评。
北美版游戏主获积极评分，Metacritic的汇总得分为81/100。《电子游戏月刊》三名评测者分别打出8、7.5和6分（满分皆为10分），评论赞扬游戏角色扮演与策略的结合，但批评画面尺寸难称大量行动单位。本作是IGN 2007年11月的月度任天堂DS游戏。